# Водный эффект
«Водный эффект» (фр. L'Effet aquatique) — французско-исландский трагикомедийный фильм, снятый Сольвейг Анспаш. Мировая премьера ленты состоялась 18 мая 2016 на Каннском кинофестивале.

## Сюжет
Фильм рассказывает о 40-летнем крановщике Самире, который влюбляется в инструктора по плаванию. Чтобы привлечь её внимание, он записывается к ней в ученики.

## В ролях
| Актёр             | Роль         |
| ----------------- | ------------ |
| Самир Гесми       | Самир        |
| Флоранс Луаре Кай | Агат         |
| Филипп Реббо      | Ребут        |
| Оливия Коте       | Корин        |
| Саммер Бишарат    | Ибрагим Заид |